# Ultrafialová fotoelektronová spektroskopie
Ultrafialová fotoelektronová spektroskopie (UPS) je analytická metoda, při které se měří spektra kinetických energií fotoelektronů vyzařovaných molekulami po působení ultrafialového záření, za účelem určení energií molekulových orbitalů ve valenční oblasti.

## Základ
Při použití Einsteinova fotoelektrického zákona na volnou molekulu je kinetická energie ({\displaystyle E_{K}}) vyzářeného fotoelektronu:
{\displaystyle E_{K}=h\nu -I\,},
kde h je Planckova konstanta, ν frekvence ionizujícího fotonu, a I ionizační energie tvorby jednou nabitého iontu v základním nebo excitovaném stavu. Podle Koopmansovy věty lze příslušnou ionizační energii dát do souvislosti s energií obsazeného molekulového orbitalu. Ion v základním stavu se vytváří odstraněním elektronu z nejvyššího obsazeného molekulového orbitalu, zatímco excitované ionty vznikají odstraněním elektronů z nižších obsazených orbitalů.

## Historie
Před rokem 1960 byla v podstatě všechna měření kinetických energií fotoelektronů prováděna u elektronů vyzařovaných z kovů a jiných pevných povrchů. Kolem roku 1956 vyvinul Kai Siegbahn rentgenovou fotoelektronovou spektroskopii (XPS), při které se používají zdroje rentgenového záření ke zkoumání energií jaderných (nevalenčních) elektronů v atomech, a dosáhl při tom rozlišení energií okolo 1 eV.

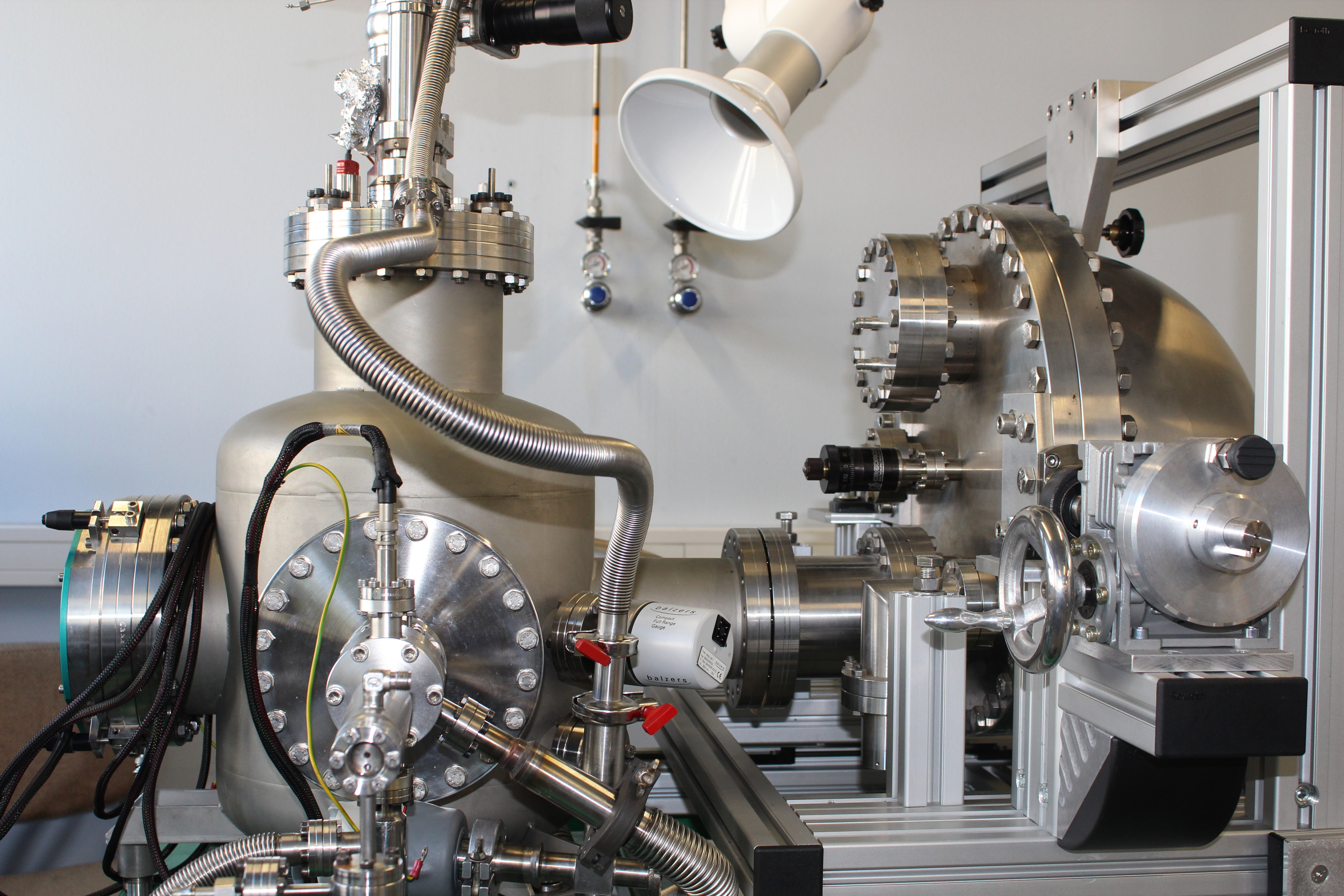
UPS v plynné fázi, IPREM, Pau, Francie, J. M. Sotiropoulos, CNRS

Ultrafialovou fotoelektronovou spektroskopii (UPS) rozvinul Feodor I. Vilesov, fyzik z Leningradské státní univerzity v roce 1961 jako nástroj pro zkoumání fotoelektronových spekter molekul v plynném skupenství.
První experimenty využívaly monochromatické záření z výbojů ve vodíku a k měření energií fotoelektronů zpomalovací potenciálový analyzátor.
O další rozvoj se zasloužil David W. Turner, fyzikální chemik působící na Imperial College v Londýně a následně na Oxfordské univerzitě, v článcích vydaných mezi roky 1962 a 1967. Jako zdroj fotonů mu sloužila heliová výbojka, vydávající záření na vlnové délce 58.4 nm (odpovídá energii 21,2 eV); dosažené rozlišení energií činilo 0,02 eV. Turner tento postup nazval „molekulární fotoelektronovou spektroskopií“. Oproti XPS je UPS omezena na energie valenčních elektronů, ale měří je přesněji. Po roce 1967 začaly být UPS spektrometry dostupné na trhu.

## Využití
Experimentální energie molekulových orbitalů naměřené pomocí UPS se porovnávají s teoretickými hodnotami získanými kvantovými výpočty. Fotoelektronové spektrum molekuly obsahuje několik pásů, kde každý odpovídá energii jednoho valenčního molekulového orbitalu. Vysoké rozlišení umožňuje pozorování podrobných struktur vytvářených vibračními hladinami molekulových iontů, což dovoluje přiřazení k vazebným, nevazebným, nebo protivazebným molekulovým orbitalům.
Metoda byla rozšířena na zkoumání pevných povrchů, kde se obvykle označuje jako fotoemisní spektroskopie. Díky úzkému rozpětí energií vyzařovaných elektronů je metoda obzvláště citlivá v povrchové oblasti (do hloubky 10 nm); používá se tak k analýze adsorbovaných látek a jejich navázání na povrch.

### Spektrální čáry plynů
| plyn | emisní čára | energie (eV) | vlnová délka (nm) | relativní intenzita (%) |
| ---- | ----------- | ------------ | ----------------- | ----------------------- |
| H    | Lyman α     | 10,20        | 121,57            | 100                     |
|      | Lyman β     | 12,09        | 102,57            | 10                      |
| He   | 1 α         | 21,22        | 58,43             | 100                     |
|      | 1 β         | 23,09        | 53,70             | ≈1,5                    |
|      | 1 γ         | 23,74        | 52,22             | 0,5                     |
|      | 2 α         | 40,81        | 30,38             | 100                     |
|      | 2 β         | 48,37        | 25,63             | <10                     |
|      | 2 γ         | 51,02        | 24,30             | nepatrná                |
| Ne   | 1 α         | 16,67        | 74,37             | 15                      |
|      | 1 α         | 16,85        | 73,62             | 100                     |
|      | 1 β         | 19,69        | 62,97             | < 1                     |
|      | 1 β         | 19,78        | 62,68             | < 1                     |
|      | 2 α         | 26,81        | 46,24             | 100                     |
|      | 2 α         | 26,91        | 46,07             | 100                     |
|      | 2 β         | 27,69        | 44,79             | 20                      |
|      | 2 β         | 27,76        | 44,66             | 20                      |
|      | 2 β         | 27,78        | 44,63             | 20                      |
|      | 2 β         | 27,86        | 44,51             | 20                      |
|      | 2 γ         | 30,45        | 40,71             | 20                      |
|      | 2 γ         | 30,55        | 40,58             | 20                      |
| Ar   | 1           | 11,62        | 106,70            | 100                     |
|      | 1           | 11,83        | 104,80            | 50                      |
|      | 2           | 13,30        | 93,22             | 30                      |
|      | 2           | 13,48        | 91,84             | 15                      |